# Ернст Буффа
Ернст Буффа (нім. Ernst Buffa; 14 лютого 1893 — 19 вересня 1971) — німецький офіцер, генерал-лейтенант люфтваффе (1 лютого 1943). Кавалер Лицарського хреста Залізного хреста.

## Біографія
В 1912 році поступив на службу в артилерію. Учасник Першої світової війни. Після демобілізації залишений у рейхсвері. З 1 жовтня 1937 року — командир 3-го (Веймар), з 16 червня 1939 року — 11-го (Кенігсберг), з 1 листопада 1939 року — 104-го зенітного полку. Учасник Польської і Французької кампаній. З 1 серпня 1940 по 30 березня 1942 року — інспектор зенітної артилерії на території Нідерландів. З 1 червня 1942 року — командир 13-ї зенітної бригади (Фінляндія). З 21 грудня 1942 по 25 квітня 1944 року — командир 12-ї моторизованої зенітної дивізії, на чолі якою воював у районі Брянська, Орла, Курська і Бобруйська. З 6 червня по 1 грудня 1944 року — командир 21-ї зенітної дивізії (Дармштадт). 7 травня 1945 року взятий в полон американськими військами, звільнений 5 червня 1947 року.

## Нагороди
- Залізний хрест
  - 2-го класу (27 січня 1915)
  - 1-го класу (18 січня 1917)
- Військова медаль (Османська імперія) (20 жовтня 1917)
- Почесний хрест ветерана війни з мечами (11 січня 1935)
- Медаль «За вислугу років у Вермахті»
  - 4-го, 3-го і 2-го класу (18 років) (2 жовтня 1936) — отримав 3 медалі одночасно.
  - 1-го класу (25 років)
- Медаль «У пам'ять 13 березня 1938 року» (1 вересня 1939)
- Застібка до Залізного хреста
  - 2-го класу (19 травня 1940)
  - 1-го класу (3 червня 1940)
- Медаль «У пам'ять 1 жовтня 1938» із застібкою «Празький град» (9 липня 1940)
- Нагрудний знак зенітної артилерії люфтваффе
- Комбінований Знак Пілот-Спостерігач
- Нагрудний знак «За поранення» в сріблі
- Німецький хрест в золоті (9 листопада 1943)
- Лицарський хрест Залізного хреста (5 вересня 1944)